# Bohumíra Ježková-Vacková
Bohumíra Ježková-Vacková, křtěná Bohumíra Františka, poprvé provdána Vacková (9. října 1904 Chvojnov - 7. února 1969 Praha), byla česká malířka, krajinářka.

## Život
Narodila se v malé obci Chvojnov nedaleko od Pelhřimova v rodině obchodníka Rudolfa Ježka a jeho ženy Marie roz. Šetkové. Již od útlého mládí projevovala výtvarné cítění. Po obecné škole studovala 3 třídy na měšťanské škole, kterou absolvovala v roce 1918. Poté se rodina přestěhovala do Prahy, otec si otevřel starožitnictví a Bohumíra absolvoval v letech 1919–1921 trojtřídní školu ženského výrobního spolku v Praze.
Své první malířské školení získala v roce 1921/1922 na soukromé malířské škole Ferdinanda Engelmüllera, následně studovala na pražské malířské akademii, kde se školila v letech 1922–1925 ve speciální škole prof. K. Krattnera. Během studia se stačila provdat za pana Vacka. Mezitím stačila ještě absolvovat soukromé studium v portrétní škole prof. Maxe Boháče a poté se vrátila na akademii a absolvovala zimní semestr 1929/1930 ve speciální škole prof. Williho Nowaka. Tímto počinem zakončila svá studia a koncem roku 1930 byla již rozvedená.
Malířka se celoživotně věnovala krajinářství, malovala rovněž portréty a květinová zátiší.
Bohumíra Ježková se poprvé provdala ještě na studiích pražské akademii v ročníku 1924/25 a získala příjmení Vacková. V posledním ročníku 1929/30 studia na akademii se však rozvedla. Během svého života se provdala ještě dvakrát a získala další příjmení Hrušková a Vejvodová. Vyvdaná příjmení používala pro svoji tvorbu a sigaturu, nejčastěji Bohumíra Ježková-Vacková.

## Výstavy

### Autorské
- 1944 B. V. Hrušková[1], Grafický kabinet Leopold Mazáč (Kabinet grafického umění) - Mazáčova výstavní síň, Praha
- 1966 B. V. Hrušková[1]: Výstava obrazů, Kino Vesmír, Pelhřimov

### Kolektivní
- 1952 Členská výstava 1952, Obecní dům, Praha
- 1967 1. pražský salon, Bruselský pavilon, Praha